# 裸コンパ
裸コンパ（はだかコンパ）は韓国の卒業式などで行われる卒業生とOB・OGによる卒業生の制服を切り裂く卒業コンパ。2010年からはやりすぎではないかと指摘されるようになってきている。

## 起源
卒業生の制服破りの文化は古く、李氏朝鮮時代にさかのぼり、成均館終了式で行われた「破青襟（朝鮮語: 파청금）」の儀式で、儒学生たちが朝鮮王から下賜された杯を飲み回しながら、君臣の結束と友情を誓い合って制服を破ったことに始まるとされている。

## 概要
韓国では主に卒業式などで卒業生たちが自主的にまたは強制的に裸となるコンパが行われている。近年までは、卒業生同士が服を切り裂いて小麦粉を掛け合うことが多かったが、年々過激になりつつあり、男女ともに裸になって記念撮影を行ったり、町に繰り出したりするようになってきている。また、自らが望まないにもかかわらず、強制的に同級生やOB・OGによって裸にされることが多発するようになり社会問題となりつつある。また、被害者と加害者と単純に割り切れるものではなく、卒業生徒たちは先輩達から今年の対象に選ばれていることを事前に知らされていることもあり、去年の被害者が今年の加害者となるように先輩後輩関係の行事となっている。
2010年2月5日に撮影された、男女数十人の生徒がソウル市衿川区A中学校の卒業式を終えた女子中学生の制服を脱がし、服を切り裂いて、ケチャップを頭から振りかける動画がインターネットに投稿され話題となった。2月7日には警察が、加害生徒の一部を刑事処罰することを検討中であると発表した。また、他にも2名の女子中学生が同様の被害を受けていたことが警察によって明らかにされた。加害生徒たちは「学校の伝統」であるとして毎年の卒業式で行われていたことを明らかにしている。加害生徒たちは、去年は自分たちがやられたので間違っているとは思えない、生まれて一度しかできないこと、自分も被害者になりたかったなどの声が出されており、同年代の文化全般に広がっていることが指摘されている。2010年2月11日に京畿道高陽市B中学校で行われた『卒業式「裸コンパ」事件』では、数十人の生徒たちが一部の卒業生たちの服を斬り裂き、人間ピラミッドなどを組ませていたり、女生徒達が全裸で壁の前に並び、写真や動画撮影が行われた。2月13日からはインターネットで公開された。後日、検察によって男子学生7人、女子学生8人が在宅起訴される事態となった。済州島のC中学校では、服を破られた女子生徒たちが、下着を投げ捨てて真冬の海に飛び込んで海女に救助されたことが報じられている。 
加害生徒たちは中産階級の家庭で育っており、学業などにも問題のない一般的な生徒たちであった。このようなことから、教育現場での入学試験勉強への隔たりによって人間形成教育が失われていることに原因があるとの指摘がなされている。
インターネット上に掲載されたものだけが、事件とされるのはおかしいのではないか、他の中学校でも同様の行為がなされているのだから検挙するべきであるなどと朝鮮日報のチェ・ボシクは述べている。

## 韓国政府の対応
2010年2月17日、李明博韓国大統領は、「これは道徳的、教育的に問題があるだけでなく、韓国社会の重い病弊だ」、「単純に警察で事件として処理する問題ではなく、卒業生と学校が根本的に意見をぶつけて解決しなければならない」と述べ、「今回のことを契機に卒業式と入学式文化が正常化されるよう、力を尽くしてほしい」と指示を行った。韓国法務部が作成した資料では、2008年に学校暴力として立件した事件は26,692件であり、前年の2007年2,289件に比べて10倍に増加しており、韓国の10代の暴力事件が増加していることが指摘されている。 